# Stanisław Żółkiewski
Stanisław Żółkiewski (IPA [staˈɲiswaf ʐuwˈkʲɛfskʲi]; asi 1547 – 7. října 1620) byl polský šlechtic erbu Lubicz, magnát a vojenský velitel polsko-litevské Republiky obou národů, který se účastnil mnoha tažení zejména na jižní a východní hranici polsko-litevského státu. Zastával řadu vysokých oficiálních pozic, včetně kastelána Lvova (od roku 1590), vojvody Kyjevského vojvodství a velkého kancléře koruny (od roku 1618). Od roku 1588 zaujímal také úřad korunního polního hejtmana a v roce 1613 byl povýšen na velkého korunního hejtmana. Během své vojenské kariéry zvítězil ve velkých bitvách proti Švédsku, Moskevskému carství, Osmanské říši a Krymskému chanátu.
Nejznámější Żółkiewského vítězství bylo proti spojeným ruským a švédským silám v bitvě u Klušina v roce 1610, po které Poláci dobyli a obsadili Moskvu. Zemřel v roce 1620 v bitvě u Cecory proti Turkům poté, co údajně odmítl ustoupit. Již předtím proslul jako vojenský vůdce a jeho hrdinská smrt dál posílila jeho slávu. Je považován za jednoho z nejschopnějších vojenských velitelů v historii Republiky obou národů.

## Životopis

### Mládí
Stanisław Żółkiewski se narodil v obci Turynka, ležící nedaleko Lvova. Jeho rodiči byli Stanisław Żółkiewski z erbu Lubicz, vojvoda ruský, a Zofia Lipska. Přesné datum jeho narození není známo, dokonce i rok je sporný: většina zdrojů se shoduje na letopočtu 1547, i když některé udávají rok 1550.
Żółkiewski navštěvoval katedrální školu ve Lvově. Na rozdíl od mnoha svých šlechtických vrstevníků neměl žádné vyšší vzdělání a necestoval do zahraničí. Nicméně pokračoval ve studiích jako samouk, zájem měl zejména o historii a historickou literaturu. V roce 1566 nastoupil ke dvoru krále Zikmunda II. Augusta jako pomocník králova tajemníka Jana Zamojského. Tam poznal hnutí tzv. exekucionistů, které prosazovalo řadu reforem včetně vojenských. V roce 1573 se účastnil diplomatického poselstva do Francie, které se mělo setkat s nově zvoleným polským králem Jindřichem III. z rodu Valois, a na cestě zpět byl poslán do Vídně, aby uklidnil Habsburky, jejichž kandidát ve volbě neuspěl.

### Počátek kariéry

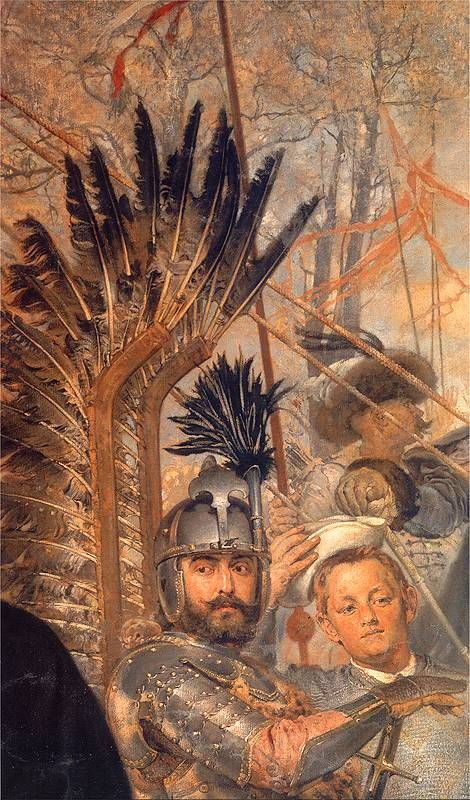
Stanisław Żółkiewski a Baltazar Batory u Pskova, detail obrazu od Jana Matejky

Żółkiewski získal své první vojenské zkušenosti za krále Štěpána Báthoryho během gdaňského povstání jako velitel roty polských husarů. Pak se účastnil Báthoryho livonského tažení, při němž bojoval v Polocku, Sokółu, Veliži a během obležení Pskova. I po tomto tažení si zachoval politické spojenectví s rodem Zamojských, a to zejména v jejich sporu se Zborovskými. V noci z 11. na 12. května 1584 zajal Samuela Zborovského, jehož poprava pak způsobila velké spory. Pro svou roli v tomto incidentu se Żółkiewski stal notoricky známým a roku 1585 byl předmětem vášnivých debat na Sejmu.
V roce 1588, během války o polské dědictví mezi přívrženci Zikmunda III. Vasy a Maxmiliána III., Żółkiewski podporoval Zikmunda. Velel pravému křídlu polsko-litevské armády v bitvě u Byczyny, během které utrpěl zranění kolena, jež ho ochromilo po zbytek jeho života. Za svou roli v bitvě byl jmenován korunním polním hejtmanem a starostou Hrubieszówa.

### Korunní polní hejtman
Brzy poté, co se stal hejtmanem, byl Żółkiewski poslán na Ukrajinu, aby odrazil invazi krymských Tatarů. V roce 1590 se stal kastelánem Lvova, ale jeho žádost o vojenské posily proti Tatarům zůstala nevyslyšena. V roce 1595 se podílel na moldavských válkách, když v bitvě u Cecory v blízkosti řeky Prut porazil vojsko Krymského chanátu podpořené osmanským oddílem. Následujícího roku porazil kozácké povstání Severyna Nalivajka. Żółkiewski byl známým podporovatelem kozáckých stížností a obecně upřednostňoval mírové jednání s nimi. Když mu kozáci vydali Nalivajka a další vůdce povstání, zaručil jim, že s nimi bude zacházeno spravedlivě. Ale Nalivajko byl potom ve Varšavě popraven a dav polských vojáků zmasakroval ostatní vězně, což vedlo ke zhoršení polsko-kozáckých vztahů. V roce 1600 se Żółkiewski vrátil do Moldavska, kde se zúčastnil vítězné bitvy u Bukova, v níž s Moldavany porazil valašské vojsko.
V roce 1601 Żółkiewski operoval na severu v Livonsku v rámci polsko-švédské války. Také se podílel na úspěšném obléhání Wolmaru a v roce 1602 na dobytí Fellinu. Téhož roku vedl polské síly v bitvě u Revalu; polské vítězství v ní vedlo ke švédské kapitulaci při obléhání Paide (Weißensteinu). Ke konci tažení onemocněl a musel předat velení hejtmanovi Janu Karolovi Chodkiewiczovi.
V roce 1606 se Żółkiewski vrátil na Ukrajinu, kde porazil krymské Tatary v bitvě u Udyče. Později v tomto roce se rozhodl podpořit krále během povstání Zebrzydowského. Jeho rozhodnutí nebylo samozřejmé, protože jeho (tehdy již zesnulý) mentor Zamojski stál v opozici proti králi. Navíc byl Żółkiewski spřízněn s rodem Zebrzydowských a souhlasil s některými argumenty rebelů. V bitvě s rebely u Guzówa vedl levé křídlo královského vojska, ale jeho jednotky sehrály v bitvě jen malou roli. Krále Żółkiewského výkon neoslnil, a tak mu neudělil titul velkého korunního hejtmana, po němž Żółkiewski toužil, i když ho jmenoval do úřadu vojvody Kyjeva.
V druhé polovině roku 1609 se Żółkiewski zúčastnil polsko-ruské války. Podporoval zvolení Vladislava IV. Vasy, nejstaršího syna krále Zikmunda, ruským carem a myšlenku personální unie Rzeczpospolité a ruského carství (polsko-ruské unie). Roku 1610 švédské vojsko pod velením Jacoba De la Gardie přišlo Rusům na pomoc, proti spojeným ruským a švédským silám Żółkiewski dosáhl dalšího významného vítězství v bitvě u Klušina. V důsledku úspěšného tažení dobyl Moskvu a zajal cara Vasilije IV. a jeho bratry Ivana Šujského a Dmitrije Šujského. Zikmund však zamítl Żółkiewského politický plán, který by vyžadoval konverzi Vladislava k pravoslaví.
Żółkiewski po návratu z Moskvy začal psát své paměti. Początek i progres wojny moskiewskiej (Začátek a průběh moskevské války) publikoval v roce 1612 jako kritiku Zikmundovy politiky. V roce 1612 se stal učitelem a vychovatelem Stanisława Koniecpolského, budoucího hejtmana a vojenského velitele. Tentýž rok se vrátil na Ukrajinu bránit ji proti pokračujícím tatarským a moldavským vpádům i kozáckým nepokojům. V roce 1616 během Sejmu předložil projekt O chowaniu żołnierza kwarcianego (O zavedení stálého vojska), v němž prosazoval názor, že je třeba postavit větší armádu, která by se vypořádala s Tatary a kozáky. Projekt však nebyl parlamentem schválen.

### Poslední roky

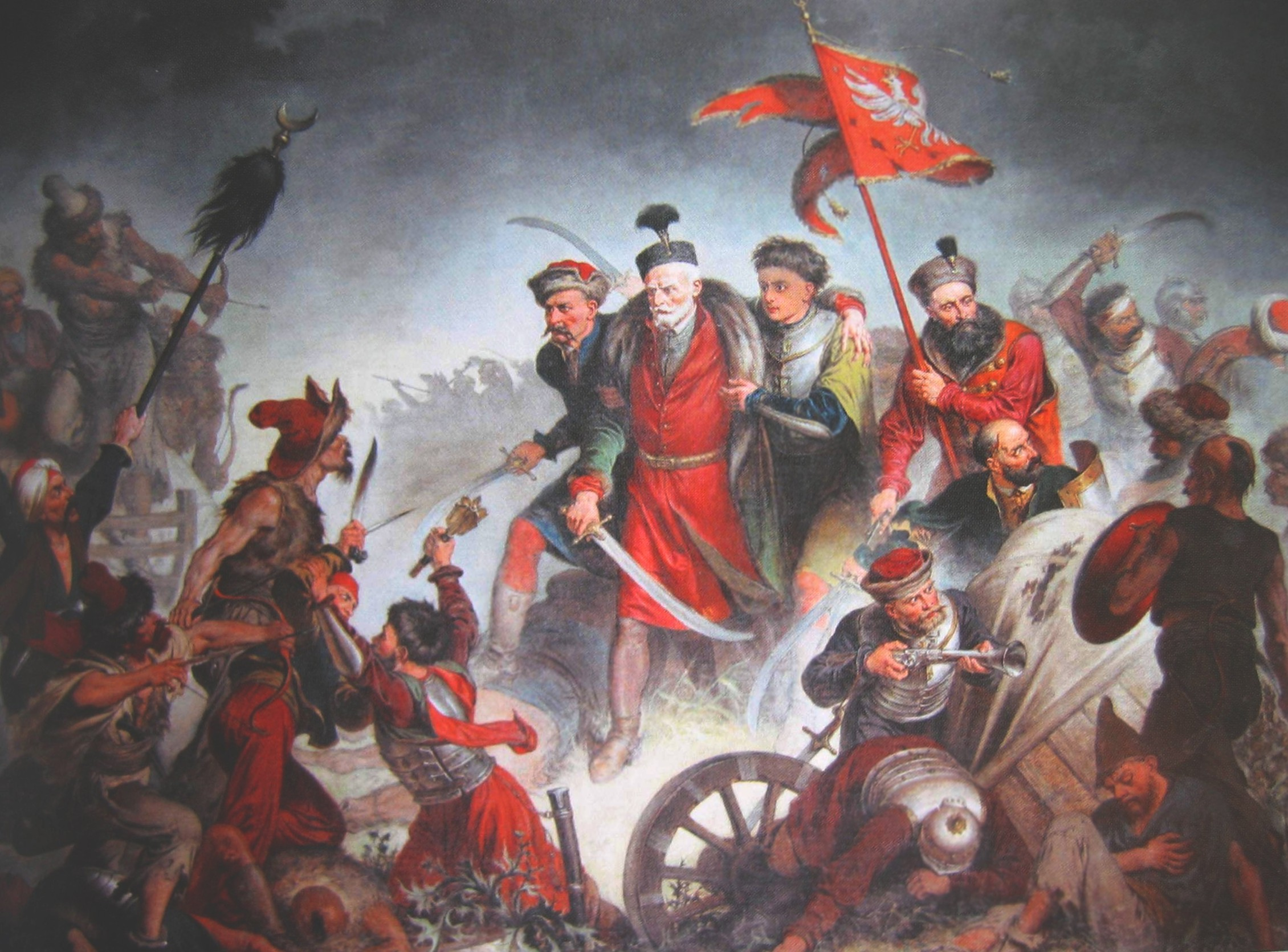
Stanisław Żółkiewski na obraze Bitva u Cecory (1620) od Waleryho Eljasze-Radzikowského

Żółkiewského popularita v posledních letech jeho kariéry klesala. Vyčítalo se mu, že v bojích s Turky v Moldávii v roce 1616 nepodpořil Samuela Koreckého během bitvy u Sasowého Rógu, v níž byli Poláci poraženi; že podepsal smlouvu z Jarugy v roce 1617, kterou se Polsko vzdalo vlivu v některých pohraničních oblastech ve prospěch Moldavska a Osmanské říše; a že nezastavil krymské Tatary v bitvě u Oryninu v roce 1618. Ale v roce 1618 konečně získal prestižní palcát (buławu) velkého korunního hejtmana, a krátce poté úřad velkého kancléře koruny. Stal se tak na krátkou dobu nejmocnějším mužem státu hned po králi, přitom vysoký úřad získal ne díky bohatství nebo rodu, ale vojenskými úspěchy a dobrou pověstí.
Až do konce života pokračoval v aktivní službě jako vojenský velitel, přestože mu bylo přes 70 let. Zemřel 7. října 1620 během ústupu po bitvě u Cecory proti Turkům v rámci polsko-osmanské války (1620–1621), která znamenala konec moldavských tažení. Bitva se skládala z několika střetů, ve kterých byly polské síly rozdrceny. Během posledního střetu Żólkiewski padl; podle legendy odmítl ustoupit a raději zůstal u zadního voje až do samého konce. Před smrtí se mu prý dostalo požehnání jeho zpovědníka, kněze Szymona Wybierského (Wybierek, Wyberek) z Tovaryšstva Ježíšova, který stál neohroženě po jeho boku. Scénu hejtmanova posledního boje znázorňuje obraz Bitva u Cecory (1620), jehož autorem je Walery Eljasz-Radzikowski.
Po bitvě bylo Żółkiewského tělo znesvěceno tím, že usekli jeho hlavu a poslali ji do Istanbulu jako válečnou trofej. Jeho vdova koupila jeho tělo od Turků, vykoupila i jejich syna, zajatého během bitvy. Żółkiewski byl pohřben v kostele sv. Vavřince v Żółkiewu (nyní Žovkva na Ukrajině), městě, které zvětšil a kde postavil hrad Żółkiew.

## Památka
Żółkiewského hrdinská smrt – vylíčená v několika uměleckých dílech současníků, jakými byli plukovník Teofil Szemberg či básník Stanisław Witkowski – posílila jeho pověst a zaručila mu místo v panteonu nejslavnějších polských vojenských velitelů. Jeho osud byl pak ztvárněn v pracích autorů jako Stefan Żeromski, Józef Szujski, Julian Ursyn Niemcewicz a Maria Konopnicka. Až do současnosti je příběh o jeho smrti nejznámější částí jeho osudu a řada pramenů diskutuje „Żółkiewského legendu“.
Na místě Żółkiewského smrti (nyní v Berezovce v okrese Ocnița v Moldavsku) roku 1621 jeho syn Jan postavil pomník. Na něm je vyryto motto z Horáce: Quam dulce et decorum est pro patria mori (Jak sladké a vznešené je umřít za vlast.) Pomník byl zničen v roce 1868, obnoven v roce 1912 a rekonstruován v roce 2003. Je častým místem akcí pořádaných polskou menšinou v Moldavsku.
V roce 1903 byla v Žovkvi postavena Żółkiewského socha, zničená roku 1939 sovětskými vojsky po jejich invazi do Polska. V současném Polsku je Źółkiewski oslavován jako válečný hrdina, naopak současné Rusko slaví Den jednoty na výročí kapitulace polské posádky, kterou Źółkiewski zanechal v Moskvě. Roku 2011 byl kostel sv. Vavřince a hrad v Žovkvi rekonstruován týmem polských a ukrajinských odborníků.

## Rodina a majetek

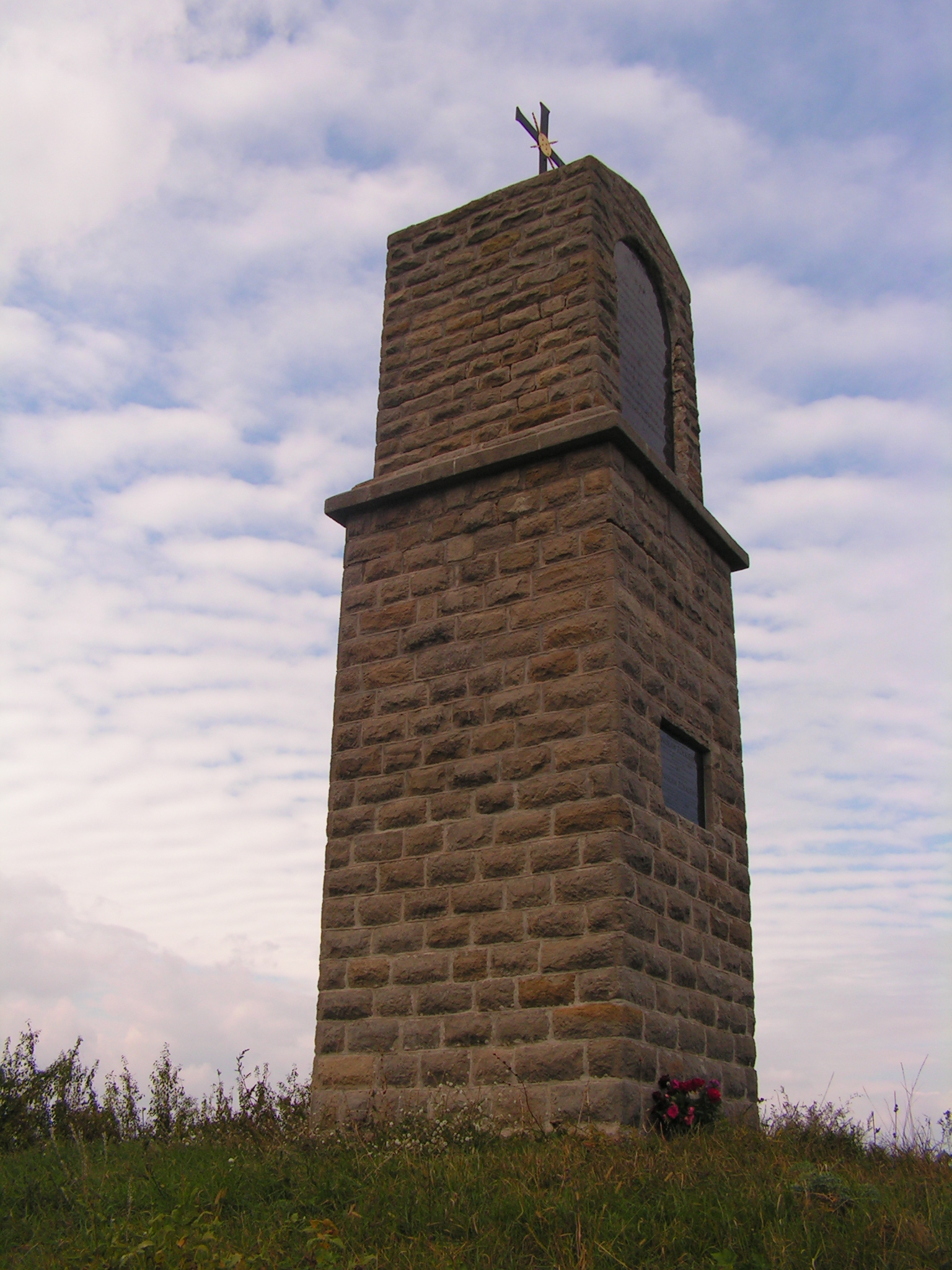
Památník Żółkiewského nedaleko místa jeho smrti v Moldavsku

Żółkiewski byl ženatý s Reginou Herbutównou; měli syna Jana a dvě dcery, Katarzynu a Zofii. Během své kariéry nashromáždil velké jmění a získal pozemky v blízkosti Boryspilu, Brodů, Vinnycje a Žovkvy. Jeho roční příjem více než 100 000 zlatých z něj činil jednoho z nejbohatších magnátů polsko-litevského státu. Żółkiewského majetek nakonec zdědil Jakub Sobieski, jehož syn Jan se stal dalším známým polským vojevůdcem a polským králem.

## Dílo
- Początek i progres wojny moskiewskiej (Začátek a průběh moskevské války) – Żółkiewského paměti popisující jeho tažení a diplomatickou aktivitu psané ve třetí osobě. Jsou stručným popisem rusko-polské války (1605–1618).